# تابوبيا مغراء
تابوبيا مغراء (الاسم العلمي:Tabebuia ochracea) هي نوع من النباتات تتبع جنس التابوبيا من الفصيلة البنيونية.